# 微扰反常
反常（anomaly）是指经典守恒定律在量子论中的破坏，其著名例子是量子场论中的轴矢流反常（或称为三角反常，Adler-Bell-Jackiw反常）。在量子场论模型中，如果规范对称性出现反常，则意味着理论的不自洽性，因此它经常被用来检查理论本身的自洽性。反常在粒子物理中有着重要的应用，其中包括对{\displaystyle \pi }介子衰变过程{\displaystyle \pi ^{0}\to \gamma \gamma }的解释。它与微分几何也有着密切的关联。